# Scelolyperus tetonensis
Scelolyperus tetonensis es una especie de insecto coleóptero de la familia Chrysomelidae.
Fue descrita científicamente en 1996 por Clark.